# Caio Otávio Lenas
Caio Otávio Lenas (português brasileiro) ou Caio Octávio Lenas (português europeu) (em latim: Gaius Octavius Laenas) foi um senador romano nomeado cônsul sufecto em 33 com Lúcio Sálvio Otão. Entre 34 e 39 foi curador dos aquedutos (curator aquarum) em Roma. Seu filho, também chamado Otávio Lenas, se casou com Rubélia Bassa, filha de Caio Rubélio Blando, cônsul sufecto em 18, com Júlia Lívia, neta de Tibério. Sérgio Otávio Lenas Ponciano, cônsul em 131, era filho ou neto dos dois. Sua filha, Sérgia Plaucila, foi mãe do futuro imperador Nerva. 